# 寺台石窟寺
寺台石窟寺，位于中国青海省平安县寺台乡寺台村，为第五批青海省文物保护单位，公布日期为1988年9月15日，类型为石窟寺及石刻。
寺台石窟寺的历史年代为明。